# Carro da sfondamento
Il carro da sfondamento è un carro armato pesante o superpesante pensato per sfondare la linea di difesa nemica durante un assalto, deve quindi essere molto robusto, pesantemente armato ed estremamente corazzato, questo penalizza la manovrabilità e la velocità ma sono requisiti di secondo piano per questo tipo di mezzo in quanto lo scopo di un carro da sfondamento è andare a passo di marcia in linea retta verso la difesa nemica.

Fiat 2000, concetto di carro armato superpesante per lo sfondamento.

Il loro scopo principale è distruggere o neutralizzare le difese nemiche permettendo quindi al resto dell'esercito alleato di attaccare ed ai carri incrociatori di impedire la riorganizzazione ed i rifornimenti.
I carri da sfondamento più simbolici furono il Tiger I e Tiger II ma non furono i primi, anzi, nacquero proprio dopo aver visto i KV-2 (ma anche il carro armato per fanteria: Matilda II) in azione.
Prima di questi sofisticati mezzi, le brecce all'interno di una linea difensiva nemica venivavenivano effettuate con bombe a mano tramite operazioni furtive eseguite dalle truppe d'assalto.

## Carro di rottura

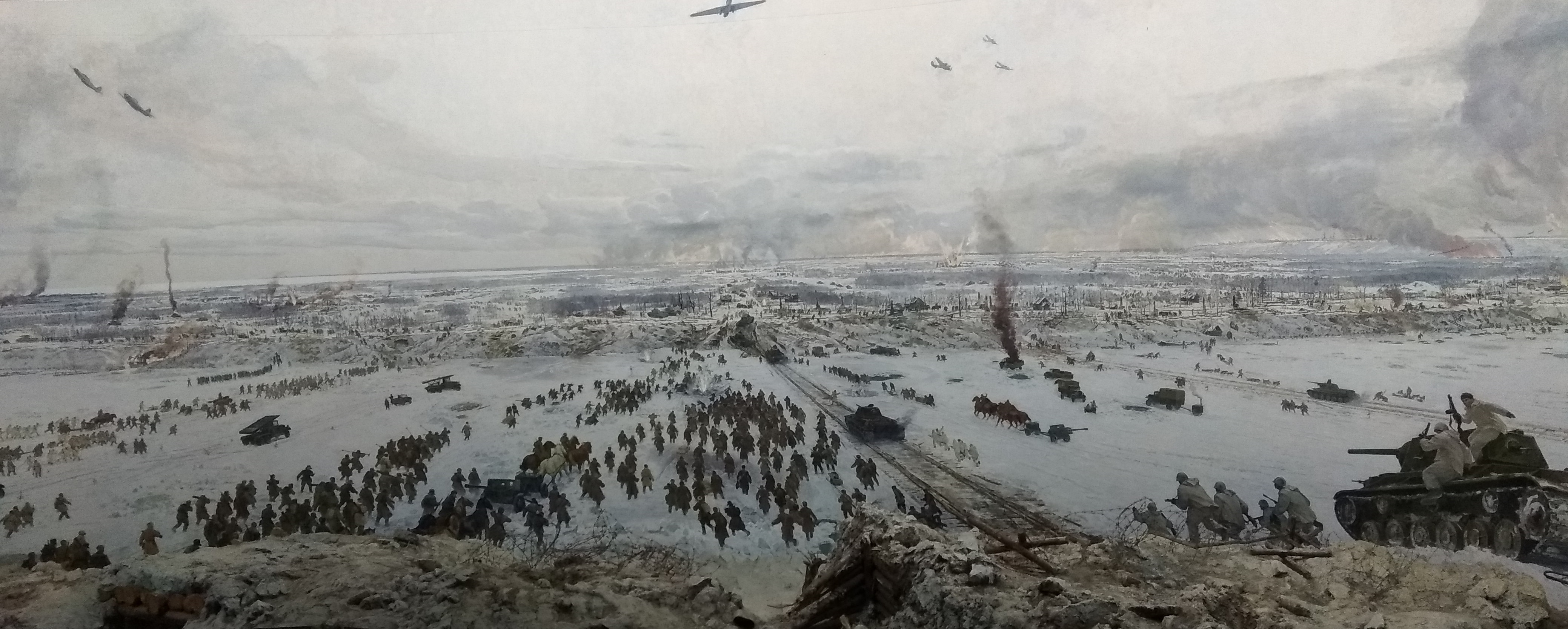
Carri impiegati durante la rottura di una linea difensiva nemica

Modelli più piccoli destinati a sfondare linee di fanteria prive di mezzi corazzati (se non leggeri) sono detti carri di rottura; l'armamento e la corazza di quest'ultimi sono quindi inferiori rispetto ad un carro pesante, ma pur sempre il punto cardine del progetto: questo ruolo viene spesso coperto da carri medi, ma anche carri armati leggeri o addirittura tankette nelle situazioni di bassa intensità. 
Il concetto di carro di rottura è la naturale evoluzione dei carri per fanteria concepiti durante la pausa fra le due grandi guerre; i carri per fanteria, infatti, vennero sostituiti dai carri pesanti da sfondamento per situazioni ad alta intensità e dai carri di rottura negli scontri a bassa intensità. Fa eccezione il cannone d'assalto che ha coperto entrambi i ruoli fino ad essere utilizzato addirittura come cacciacarri.
Tra i primi esempi di carro di rottura vi fu l'M11/39 poi evoluto nel più fortunato M13/40. 
Il loro obbiettivo è quello di aprire la strada alla fanteria su terreno organizzato a difesa, sono quindi carri di almeno 8 tonnellate e dotati di cannoncino da 37/40 o superiore.
Sono carri particolarmente lenti, in quanto devono andare a passo con la fanteria, e procedono in prima linea durante l'avanzata, indipendentemente dal carro da cui vengono derivati questo viene modificato aumentandone la protezione passiva e le munizioni.

## Classificazione in Europa durante le grandi guerre

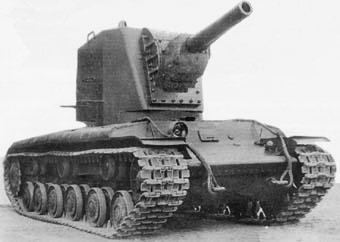
Un KV-2 sovietico.

Il concetto di carri utilizzati per lo sfondamento non era uguale per tutte le principali potenze delle due grandi guerre ma si differenziava a seconda dei progetti a disposizione e delle dottrine di guerra utilizzate.

### Regno Unito
Nel Regno Unito il concetto di sfondamento con carri pesanti non entrò prima della metà della seconda guerra mondiale e non prese mai significativamente piede; puntava infatti su una combinazione tra carri per fanteria e carri incrociatori, quindi carri di medie dimensioni lenti o veloci. I primi accompagnavano la fanteria durante lo sfondamento della linea, mentre i secondi coprivano esattamente lo scopo che prima aveva la cavalleria.

### Unione Sovietica
La Russia, invece, si presentò subito con una distinzione netta tra sfondamento leggero e pesante, i carri per fanteria erano generalmente carri leggeri e medi e venivano anch'essi chiamati "carri da sfondamento" mentre i carri più pesanti vennero classificati come "carri da sfondamento tattico".

### Germania

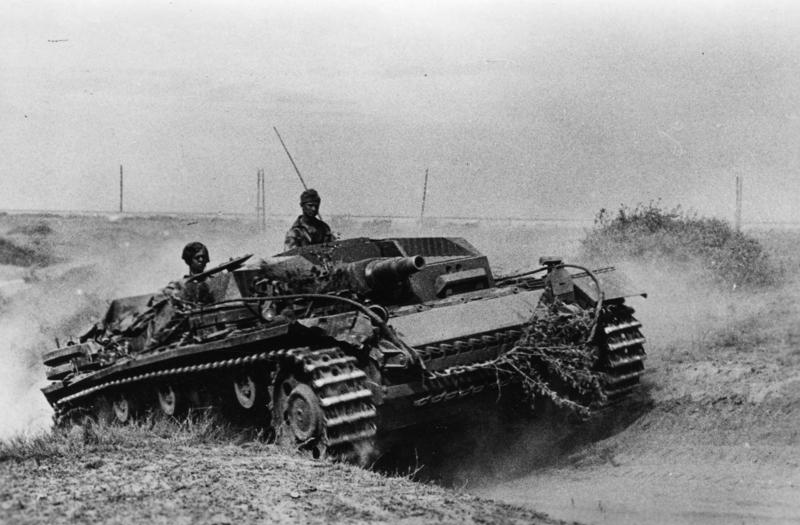
Uno StuG III tedesco.

Il reparto Militare tedesco aveva una peculiarità che gli altri eserciti non avevano: la divisione carri era completamente separata dalla fanteria; per tale motivo la loro struttura fu molto diversa rispetto agli altri paesi. Anziché concepire carri per ruoli distinti preferirono creare un'unica tipologia di carro per poi intervenire sulle dotazioni a seconda del ruolo che doveva coprire. Solo in un secondo momento dotarono il reparto fanteria di carri di supporto: i cannoni d'assalto, che però vennero ampiamente utilizzati anche per scontri contro altri mezzi corazzati.

### Italia

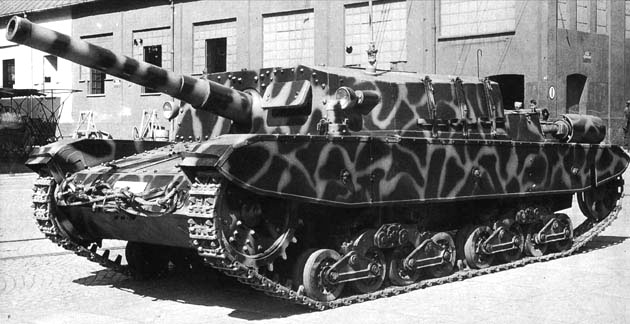
Un M43 "Bassotto" italiano.

L'Italia durante la seconda guerra mondiale aveva una classificazione dei propri carri che coprivano distintamente tutti i ruoli. Utilizzava carri medi (M13/40) come carri di rottura e incrociatori (a seconda dell'armamento e della protezione) e i carri pesanti (P40) come carri da sfondamento tattico ma si adottò anche lei di cannoni d'assalto (M41 ed M42) che vennero utilizzati sia come carro di fanteria, sia per lo sfondamento, sia come cacciacarri fino all'introduzione dell'M43

## Evoluzione
Tutte queste distinzioni si dissolsero già verso la fine della seconda guerra mondiale e sparirono completamente con l'introduzione del carro armato moderno